# Purpurbolmört
Purpurbolmört (Hyoscyamus reticulatus) är en potatisväxtart som beskrevs av Carl von Linné. Purpurbolmört ingår i släktet bolmörter, och familjen potatisväxter. Arten förekommer tillfälligt i Sverige, men reproducerar sig inte.